# Solanum furfuraceum
Solanum furfuraceum är en potatisväxtart som beskrevs av Robert Brown. Solanum furfuraceum ingår i släktet skattor som ingår i familjen potatisväxter. Inga underarter finns listade i Catalogue of Life.